# Kateřina Bažantová
Ktaiwanita, vlastním jménem Kateřina Bažantová (* 21. srpna 1976, Praha), je česká ilustrátorka žijící v Paříži. V její tvorbě se často objevují komiksově zpracovaní psi a jiná zvířata.

## Život
V roce 2000 dokončila na VŠUP v Praze studium v oboru Filmová a televizní grafika. V rámci výtvarné skupiny Hura Collective se v roce 2008 podílela na založení a chodu galerie a sítotiskové dílny Hygienická stanice v Praze na Vinohradech.
V rámci projektu Art in subway vytvořila v roce 2011 velkoformátovou ilustraci pro vestibul stanice pražského metra I. P. Pavlova. Ilustrace zobrazuje cestující v metru jako antropomorfní psy, přičemž postava v popředí drží hamburger a knihu Ivana Petroviče Pavlova Experimentální psychologie a psychopatologie zvířat. Ktaiwanita toto své dílo kometovala slovy: „I. P. Pavlovovi je věnována nejen stanice, ale i tato kresba. Neboť kde jinde, než v prostředí hromadných dopravních prostředků se stírá rozdíl mezi člověkem a zvířetem, dochází na základní podmíněné reflexy a bují mechanismy psychologických a fyziologických fenoménů?“
V roce 2013 vyhrála soutěž Arnal na Komiksfestu, a to s postavou Divy Lídy v komiksu Pippo a zlatý brouk. (Postavy komiksu jsou antropomorfní zvířata – psí detektiv Pippo a ptačí zpěvačka Diva Lída.) Na festivalu Svět knihy 2016 získala cenu za nejlepší ilustraci, a to za obálku fantasy komiksové knihy Řeky Londýna od britského autora Bena Aaronovitche (známého též jako scenárista seriálu Pán času).
V roce 2016 se podílela na Komiksové Kytici, ilustrovaném vydání Erbenovy básnické sbírky; vytvořila obálku a vizualizaci balady Dceřina kletba, kterou scenárista Delarock ze studia DRAWetc. zasadil do prostředí současného pražského Žižkova.